# Барканеле (Валча)
Барканеле (рум. Barcanele) насеље је у Румунији у округу Валча у општини Паушешти. Oпштина се налази на надморској висини од 392 m.

## Становништво
Према подацима из 2002. године у насељу је живело 342 становника, од којих су сви румунске националности.